# Anthony Collins (Filmkomponist)
Anthony Vincent Collins (* 3. September 1893 in Hastings, East Sussex, England; † 11. Dezember 1963 in Los Angeles, Kalifornien) war ein britischer Filmkomponist, der dreimal für den Oscar für die beste Filmmusik nominiert war. Weiterhin betätigte sich Collins als Musiker, Dirigent und Komponist klassischer Musik und war langjähriger Mitarbeiter des London Symphony Orchestra.

## Leben
Mit 17 Jahren trat Collins als Violist mit Hastings’ städtischem Orchester auf und gewann so erste Erfahrung als professioneller Musiker. Nachdem er während des Ersten Weltkriegs in der British Army gedient hatte, begann er 1920 ein Studium am Royal College of Music. Dort lernte er Komposition bei Gustav Holst und Violine bei Serge Rivarde. 1925 wurde Collins Erster Violist beim London Symphony Orchestra.
1936 bat Herbert Wilcox Collins, die Filmmusik für sein Drama Königin Viktoria (Victoria the Great, 1937) zu komponieren. Im Jahr darauf engagierte Wilcox ihn erneut als Filmkomponisten für die Fortsetzung Sixty Glorious Years.
Neben seiner Arbeit im Filmmusikgeschäft begann Collins eine Karriere als Dirigent. Anfangs dirigierte er am Musiktheater Carl Rosa Opera Company. 1938 übernahm er diese Aufgabe erstmals am London Symphony Orchestra, wo er die 1. Sinfonie von Edward Elgar musikalisch leitete.
Im Jahr darauf ging Collins nach Kalifornien. Dort dirigierte und komponierte er sechs Jahre lang für RKO Pictures.
Bei der Oscarverleihung 1940 war er erstmals für den Oscar für die beste Filmmusik nominiert und zwar für den Film Nurse Edith Cavell (1939). Weitere Nominierungen folgten 1941 für Irene (1940) sowie 1942 für den Musicalfilm Sunny (1941).
Nach dem Zweiten Weltkrieg kehrte er nach England zurück, komponierte weiterhin Filmmusik und war als Dirigent für das London Symphony Orchestra, das London Philharmonic Orchestra und weitere Orchester tätig. Von 1952 bis 1955 produzierte Decca Records die erste Gesamtaufnahme der Sinfonien von Jean Sibelius, die unter Collins Leitung vom London Symphony Orchestra eingespielt wurden. Diese Aufnahmen wurden auf LP und CD mehrfach wieder aufgelegt, zuletzt 2015 in einer Sonderedition mit sechs LPs.
1955 kehrte Collins endgültig in die USA zurück. Dort dirigierte er unter anderem das Royal Philharmonic Orchestra bei den Aufnahmen für zwei LPs, die 1956 von EMI herausgebracht wurden.
Insgesamt arbeitete Collins bis 1957 bei über 75 Filmen als Komponist der Filmmusik oder als musikalischer Leiter mit. Neben seiner Filmmusik komponierte er klassische Stücke – wie beispielsweise zwei Sinfonien für Streichinstrumente, Violinkonzerte und Kammermusik – aber auch einige Stücke der Unterhaltungsmusik.

## Filmografie (Auswahl)
- 1937: Königin Viktoria (Victoria the Great)
- 1938: Sixty Glorious Years
- 1939: Nurse Edith Cavell
- 1939: Black River (Allegheny Uprising)
- 1940: Die Insel der Verlorenen (Swiss Family Robinson)
- 1940: Irene
- 1941: Sunny
- 1943: Auf ewig und drei Tage (Forever and a Day)
- 1946: Perilous Holiday
- 1947: Brennende Grenze (The Fabulous Texan)
- 1949: The James Brothers of Missouri
- 1950: Odette
- 1951: Florence Nightingale – Ein Leben für den Nächsten (The Lady with a Lamp)
- 1951: Night Riders of Montana
- 1952: Trents letzter Fall (Trent's Last Case)
- 1953: Anna von Singapur (Laughing Anne)
- 1954: Robinson Crusoe
- 1957: Die Bestie aus dem Weltenraum (20 Million Miles to Earth)